# Luciano Crapa
Luciano Crapa (10 gennaio 1974) è un ex calciatore belga, di ruolo centrocampista.

## Carriera
Nel 1993 lascia le giovanili del Seraing per trasferirsi al RFC Liegi, formazione con la quale nella stagione 1993-1994 e nella stagione 1994-1995 gioca nella prima divisione belga; dopo la retrocessione subita in quest'ultima stagione dalla sua squadra torna poi al Seraing, con cui gioca nel medesimo campionato anche nella stagione 1995-1996, subendo la seconda retrocessione consecutiva in carriera ed arrivando ad un totale di 59 presenze e 3 reti in prima divisione nell'arco di tre stagioni.
Nel 1996 lascia il Seraing a causa del fallimento del club rossonero, accasandosi all'Eupen, formazione con la quale nel corso della stagione 1996-1997 disputa la seconda divisione belga. Tra il 1997 ed il 2004 gioca nella prima divisione del Lussemburgo con l'Union Luxembourg, con cui nella stagione 2002-2003 esordisce anche nelle coppe europee, giocando 2 partite in Intertoto. Passa poi allo Swift Hesperange, con cui nella stagione 2004-2005 segna 2 reti in 21 presenze nella prima divisione lussemburghese, nella quale milita anche negli anni seguenti con la maglia del F91 Dudelange, con cui nella stagione 2005-2006 gioca una partita in Coppa del Lussemburgo, 4 partite nei turni preliminari di Champions League e 25 partite (con 4 reti segnate) in campionato; l'anno seguente gioca altre 2 partite nei preliminari di Champions League, una partita in Coppa del Lussemburgo e 13 partite (con un gol segnato) in campionato; in entrambe queste stagioni vince il campionato, conquistando anche la coppa nazionale nella stagione 2006-2007. Nella stagione 2008-2009, nella stagione 2009-2010 e nella stagione 2010-2011 gioca nel Fola Esch, con cui totalizza complessivamente una presenza in Coppa del Lussemburgo e 30 partite e 7 reti in campionato. Milita infine nel Mondorf, con la cui maglia nella stagione 2011-2012 realizza 2 reti in 8 presenze nella seconda divisione lussemburghese.

## Palmarès

### Club

#### Competizioni nazionali
- Campionato lussemburghese: 2

Dudelange: 2005-2006, 2006-2007
- Coppa del Lussemburgo: 1

Dudelange: 2006-2007